# Iraq tại Thế vận hội
Iraq tham gia Thế vận hội lần đầu năm 1948. Người Iraq đã bỏ lỡ Thế vận hội Mùa hè 1952 và tẩy chay Thế vận hội Mùa hè 1956 để phản đối Khủng hoảng Kênh đào Suez. Sau lần vắng mặt này, Iraq trở lại sân chơi Olympic và giành một huy chương đồng tại Thế vận hội Mùa hè 1960. Nước này tiếp tục tham gia 3 kỳ đại hội nữa trước khi lại không xuất hiện tại Thế vận hội Mùa hè 1972 và Thế vận hội Mùa hè 1976 để tẩy chay Nam Phi đang dưới chế độ apartheid. Từ Thế vận hội Mùa hè 1980, Iraq góp mặt tại toàn bộ các kỳ Mùa hè bất chấp các cuộc chiến tranh. Ngày 9 tháng 4 năm 2003, tòa nhà Ủy ban Olympic Quốc gia Iraq ở Baghdad bị cướp bóc và phóng hỏa. Kế hoạch dự Thế vận hội của Iraq được nối lại kịp thời để nước này có thể tham gia Thế vận hội Mùa hè 2004 vào năm sau đó, và tuyển bóng đá của Iraq đã rất gần tấm huy chương đồng nhưng đã bị Ý đánh bại trong trận tranh vị trí thứ ba. Iraq chưa từng tham dự Thế vận hội Mùa đông.
Iraq mới chỉ giành được một huy chương Olympic, là tấm huy chương đồng cử tạ.

## Bảng huy chương

### Theo kỳ vận hội
| Thế vận hội           | Số VĐV       | Số VĐV theo môn | Số VĐV theo môn | Số VĐV theo môn | Số VĐV theo môn | Số VĐV theo môn | Số VĐV theo môn | Số VĐV theo môn | Số VĐV theo môn | Số VĐV theo môn | Số VĐV theo môn | Số VĐV theo môn | Số VĐV theo môn | Số VĐV theo môn | Số VĐV theo môn |               |               |               | Tổng số       | Xếp thứ       |
| Thế vận hội           | Số VĐV       | Bắn cung        | Điền kinh       | Bóng chày       | Quyền Anh       | Xe đạp          | Bóng đá         | Judo            | Chèo thuyền     | Bắn súng        | Bơi lội         | Bóng bàn        | Taekwondo       | Cử tạ           | Đấu vật         |               |               |               | Tổng số       | Xếp thứ       |
| --------------------- | ------------ | --------------- | --------------- | --------------- | --------------- | --------------- | --------------- | --------------- | --------------- | --------------- | --------------- | --------------- | --------------- | --------------- | --------------- | ------------- | ------------- | ------------- | ------------- | ------------- |
| Luân Đôn 1948         | 12           | -               | 2               | 10              | -               | -               | -               | -               | -               | -               | -               | -               | -               | -               | -               | 0             | 0             | 0             | 0             | -             |
| Helsinki 1952         |              | không tham dự   | không tham dự   | không tham dự   | không tham dự   | không tham dự   | không tham dự   | không tham dự   | không tham dự   | không tham dự   | không tham dự   | không tham dự   | không tham dự   | không tham dự   | không tham dự   | không tham dự | không tham dự | không tham dự | không tham dự | không tham dự |
| Melbourne 1956        |              | không tham dự   | không tham dự   | không tham dự   | không tham dự   | không tham dự   | không tham dự   | không tham dự   | không tham dự   | không tham dự   | không tham dự   | không tham dự   | không tham dự   | không tham dự   | không tham dự   | không tham dự | không tham dự | không tham dự | không tham dự | không tham dự |
| Roma 1960             | 21           | -               | 11              | -               | 2               | 2               | -               | -               | -               | -               | -               | -               | -               | 5               | 1               | 0             | 0             | 1             | 1             | 41            |
| Tokyo 1964            | 13           | -               | 4               | -               | 2               | -               | -               | -               | -               | -               | -               | -               | -               | 7               | -               | 0             | 0             | 0             | 0             | -             |
| Thành phố México 1968 | 3            | -               | -               | -               | -               | 1               | -               | -               | -               | -               | -               | -               | -               | 1               | 1               | 0             | 0             | 0             | 0             | -             |
| München 1972          |              | không tham dự   | không tham dự   | không tham dự   | không tham dự   | không tham dự   | không tham dự   | không tham dự   | không tham dự   | không tham dự   | không tham dự   | không tham dự   | không tham dự   | không tham dự   | không tham dự   | không tham dự | không tham dự | không tham dự | không tham dự | không tham dự |
| Montréal 1976         |              | không tham dự   | không tham dự   | không tham dự   | không tham dự   | không tham dự   | không tham dự   | không tham dự   | không tham dự   | không tham dự   | không tham dự   | không tham dự   | không tham dự   | không tham dự   | không tham dự   | không tham dự | không tham dự | không tham dự | không tham dự | không tham dự |
| Moskva 1980           | 43           | -               | 6               | -               | 7               | -               | 16              | -               | -               | -               | -               | -               | -               | 5               | 9               | 0             | 0             | 0             | 0             | -             |
| Los Angeles 1984      | 23           | -               | -               | -               | 3               | -               | 15              | -               | -               | -               | -               | -               | -               | 2               | 3               | 0             | 0             | 0             | 0             | -             |
| Seoul 1988            | 27           | -               | 2               | -               | 3               | -               | 16              | -               | -               | -               | -               | 1               | -               | -               | 5               | 0             | 0             | 0             | 0             | -             |
| Barcelona 1992        | 8            | -               | -               | -               | 2               | -               | -               | -               | -               | 1               | -               | -               | -               | 5               | -               | 0             | 0             | 0             | 0             | -             |
| Atlanta 1996          | 3            | -               | 1               | -               | -               | 1               | -               | -               | -               | 1               | -               | -               | -               | 1               | -               | 0             | 0             | 0             | 0             | -             |
| Sydney 2000           | 4            | -               | 2               | -               | -               | 1               | -               | -               | -               | -               | 1               | -               | -               | -               | -               | 0             | 0             | 0             | 0             | -             |
| Athens 2004           | 24           | -               | 2               | -               | 1               | -               | 17              | 1               | -               | -               | 1               | -               | 1               | 1               | -               | 0             | 0             | 0             | 0             | -             |
| Bắc Kinh 2008         | 4            | -               | 2               | -               | -               | -               | -               | -               | 2               | -               | -               | -               | -               | -               | -               | 0             | 0             | 0             | 0             | -             |
| Luân Đôn 2012         | 8            | 1               | 2               | -               | 1               | -               | -               | -               | -               | 1               | 1               | -               | -               | 1               | 1               | 0             | 0             | 0             | 0             | -             |
| Rio de Janeiro 2016   | 24           |                 |                 |                 | 1               |                 | 18              | 1               | 1               | 1               |                 |                 |                 | 2               |                 | 0             | 0             | 0             | 0             | -             |
| Tokyo 2020            | chưa diễn ra |                 |                 |                 |                 |                 |                 |                 |                 |                 |                 |                 |                 |                 |                 |               |               |               |               |               |
| Paris 2024            | chưa diễn ra |                 |                 |                 |                 |                 |                 |                 |                 |                 |                 |                 |                 |                 |                 |               |               |               |               |               |
| Los Angeles 2028      | chưa diễn ra |                 |                 |                 |                 |                 |                 |                 |                 |                 |                 |                 |                 |                 |                 |               |               |               |               |               |
| Tổng số               | Tổng số      | Tổng số         | Tổng số         | Tổng số         | Tổng số         | Tổng số         | Tổng số         | Tổng số         | Tổng số         | Tổng số         | Tổng số         | Tổng số         | Tổng số         | Tổng số         | Tổng số         | 0             | 0             | 1             | 1             | 141           |

### Huy chương theo môn
| Môn thi đấu        | Vàng | Bạc | Đồng | Tổng số |
| ------------------ | ---- | --- | ---- | ------- |
| Cử tạ              | 0    | 0   | 1    | 1       |
| Tổng số (1 đơn vị) | 0    | 0   | 1    | 1       |

## VĐV giành huy chương
| Huy chương | Tên              | Thế vận hội | Môn thi đấu | Nội dung     |
| ---------- | ---------------- | ----------- | ----------- | ------------ |
| Đồng       | Abdul Wahid Aziz | Roma 1960   | Cử tạ       | Hạng nhẹ nam |